# Buenos Aires Festival Internacional de Cine Independiente de 2024
La 25° edición del Buenos Aires Festival Internacional de Cine Independiente (también conocido por su sigla BAFICI) se celebró del 17 al 28 de abril de 2024.
La película inaugural del festival fue School Privada Alfonsina Storni de Lucía Seles, directora de la película ganadora de la Competencia Argentina en la edición pasada. El festival cerró con Fuck You! El último show de José Luis García.

## Jurado
Competencia Oficial Internacional
- Giacomo Abbruzzese, cineasta italiano
- Verónica Chen, cineasta argentina
- Angela Christlieb, cineasta alemana
- Jorge de Carvalho, cineasta portugués
- Mariana Travacio, escritora argentina

Competencia Oficial Argentina
- Néstor Frenkel, cineasta y productor argentino
- Annie Karlsson, programadora de festivales sueca
- Serge Michel, periodista y escritor suizo
- Laura Nevole, actriz argentina
- Valentina Otormin Dall’Oglio, programadora de festivales uruguaya

Competencia Oficial Vanguardia y Género
- Rodrigo Areias, cineasta y productor portugués
- Alberto Gracia, cineasta español
- María Onis, cineasta, compositora y cantante argentina
- Fred Riedel, productor y cineasta estadounidense
- Gustavo Sala, dibujante, cantante y editor literario argentino

## Secciones oficiales
Competencia Oficial Internacional
| Título                              | Título internacional                | Director(es)                    | País de producción |
| ----------------------------------- | ----------------------------------- | ------------------------------- | ------------------ |
| A paixão segundo GH                 | A paixão segundo GH                 | Luiz Fernando Carvalho          | Brasil             |
| Agnus Day                           | Agnus Day                           | Giuseppe Isoni                  | Italia             |
| Burger Song Challenge               | Burger Song Challenge               | Kim Min-ha                      | Corea del Sur      |
| Bye Bye, Bowser                     | Bye Bye, Bowser                     | Jasmin Baumgartner              | Austria            |
| Chiennes de vies                    | Chiennes de vies                    | Xavier Seron                    | Bélgica            |
| Dans la peau de Blanche Houellebecq | Dans la peau de Blanche Houellebecq | Guillaume Nicloux               | Francia            |
| El placer es mío                    | El placer es mío                    | Sacha Amaral                    | Argentina          |
| Intercepted                         | Intercepted                         | Oksana Karpovych                | Canadá             |
| Keep Out                            | Keep Out                            | Chan Tan-Lui                    | Hong Kong          |
| L’Homme de argile                   | L’Homme de argile                   | Anaïs Tellenne                  | Francia            |
| La linea del terminatore            | La linea del terminatore            | Gabriele Biasi                  | Italia             |
| La odisea de Kamatsu                | La odisea de Kamatsu                | Leo Liberman, Sofía López Mañán | Argentina          |
| La Parra                            | La Parra                            | Alberto Gracia                  | España             |
| La pasión                           | La pasión                           | Lorenzo Ferro, Lucas A. Vignale | Argentina          |
| La vuelta                           | La vuelta                           | Gastón Urquía Romano            | Argentina          |
| Lemon Tree                          | Lemon Tree                          | Rachel Walden                   | Estados Unidos     |
| Lenny                               | Lenny                               | Nicolás Gontovnikas             | Argentina          |
| Love Is a Gun                       | Love Is a Gun                       | Lee Hong-chi                    | República de China |
| Pastrana                            | Pastrana                            | Melissa Brogni, Gabriel Motta   | Brasil             |
| Riddle of Fire                      | Riddle of Fire                      | Weston Razooli                  | Estados Unidos     |
| Riverboom                           | Riverboom                           | Claude Baechtold                | Suiza              |
| Short Cut Grass                     | Short Cut Grass                     | David Gašo                      | Croacia            |
| Tedious Days and Nights             | Tedious Days and Nights             | Guo Zhenming                    | China              |
| The Ghosts You Draw on My Back      | The Ghosts You Draw on My Back      | Nikola Stojanović               | Serbia             |
| The Real Truth About the Fight      | The Real Truth About the Fight      | Andrea Slaviček                 | Croacia            |
| The Sweet East                      | The Sweet East                      | Sean Price Williams             | Estados Unidos     |
| To Exist Under Permanent Suspicion  | To Exist Under Permanent Suspicion  | Valentin Noujaïm                | Francia            |
| Una luz negra                       | Una luz negra                       | Alberto Hayden                  | Chile              |

Competencia Oficial Argentina
| Título                                  | Título internacional                    | Director(es)                                | País de producción |
| --------------------------------------- | --------------------------------------- | ------------------------------------------- | ------------------ |
| Algo esta noche                         | Algo esta noche                         | Juan Manuel Pinzón                          | Argentina          |
| Alicia todo el tiempo                   | Alicia todo el tiempo                   | Vladimir Durán                              | Argentina          |
| Barcos y catedrales                     | Barcos y catedrales                     | Nicolás Aráoz                               | Argentina          |
| Berta y Pablo                           | Berta y Pablo                           | Matías Szulanski                            | Argentina          |
| Ciclón Fantasma                         | Ciclón Fantasma                         | Diana Cardini                               | Argentina          |
| COMBO15                                 | COMBO15                                 | Raúl Perrone                                | Argentina          |
| Contemplación                           | Contemplación                           | Aldo Paparella                              | Argentina          |
| Corresponsal                            | Corresponsal                            | Emiliano Serra                              | Argentina          |
| Cuando todo arde                        | Cuando todo arde                        | María Belén Poncio                          | Argentina          |
| Dejar Romero                            | Dejar Romero                            | Alejandro Fernández Mouján, Hernán Khourian | Argentina          |
| Días de lluvia                          | Días de lluvia                          | Ainara Iungman                              | Argentina          |
| El alfabeto de los nadies               | El alfabeto de los nadies               | Gustavo Galuppo Alives                      | Argentina          |
| El cambio de guardia                    | El cambio de guardia                    | Martín Farina                               | Argentina          |
| El mal menor                            | El mal menor                            | Marcos Montes de Oca                        | Argentina          |
| El ojo del monstruo                     | El ojo del monstruo                     | María Luján Ascúe                           | Argentina          |
| Hombre muerto                           | Hombre muerto                           | Andrés Tambornino, Alejandro Cruz           | Argentina          |
| Imprenteros                             | Imprenteros                             | Lorena Vega, Gonzalo Javier Zapico          | Argentina          |
| La alegría                              | La alegría                              | Tomás Pernich                               | Argentina          |
| La bolsita de agua caliente             | La bolsita de agua caliente             | Yuliana Brutti                              | Argentina          |
| La perla puede ser el nombre de alguien | La perla puede ser el nombre de alguien | Guido Barbosch                              | Argentina          |
| La presentación                         | La presentación                         | Nicolás Schujman                            | Argentina          |
| Las continuidades                       | Las continuidades                       | Jorge Sesán, Merlina Molina Castaño         | Argentina          |
| ¡Llamá Gloria!                          | ¡Llamá Gloria!                          | Malena Filmus                               | Argentina          |
| Los amantes astronautas                 | Los amantes astronautas                 | Marco Berger                                | Argentina España   |
| Nunca fui a Disney                      | Nunca fui a Disney                      | Matilde Tute Vissani                        | Argentina          |
| Proscenio                               | Proscenio                               | Axel Cheb Terrab, Francisco Bereny          | Argentina          |
| Rosas aburridas                         | Rosas aburridas                         | Inés Urdinez                                | Argentina          |
| Té de burbujas                          | Té de burbujas                          | Tamara Leschner                             | Argentina          |
| Territorio                              | Territorio                              | José Celestino Campusano                    | Argentina          |
| Vrutos                                  | Vrutos                                  | Miguel Bou                                  | Argentina          |